# E'Twaun Moore
Pour les articles homonymes, voir Moore.
E'Twaun Moore, né le 25 février 1989 à East Chicago dans l'Indiana, est un joueur américain de basket-ball. Il mesure 1,89 m et évolue au poste d'arrière voire de meneur.

## Biographie

### Carrière universitaire
E'Twaun Moore va au lycée de Central High School à East Chicago avant de rejoindre en 2007 l'université de Purdue et évoluer pour les Boilermakers de Purdue jusqu'en 2011.
Le 14 avril 2010, il se déclare candidat à la Draft 2010 de la NBA  mais le 8 mai 2010, il décide de se retirer et faire sa dernière saison avec son université.

### Carrière professionnelle

#### Celtics de Boston (2011-2012)
Le 23 juin 2011, E'Twaun Moore est drafté en 55e position par les Celtics de Boston.
Le 28 juillet 2011, durant le Lock-out, il rejoint le championnat italien et le Benetton Trévise. À l'issue du lock-out, le 10 décembre 2011, il signe un contrat rookie garanti avec les Celtics. Il débute en NBA le 25 décembre 2011 et le match face au Knicks de New York en jouant moins d'une minute.

#### Magic d'Orlando (2012-2014)
Le 20 juillet 2012, il est envoyé aux Rockets de Houston dans un échange à trois franchises comprenant aussi les Trail Blazers de Portland. Les Celtics envoient Moore, JaJuan Johnson, Sean Williams et Jon Diebler aux Rockets, qui envoient Courtney Lee aux Celtics et les Blazers récupèrent Aleksandar Pavlovic. Le 25 juillet 2012, il est coupé par les Rockets.
Le 6 septembre 2012, il signe avec le Magic d'Orlando pour les deux prochaines saisons. A l'issue de la saison 2013-2014, il se retrouve agent libre.

#### Bulls de Chicago (2014-2016)
Le 18 septembre 2014, il s'engage avec les Bulls de Chicago. Il dispute deux saisons complètes avec l'équipe de l'Illinois. À l'issue de la saison 2015-2016, il se retrouve agent libre.

#### Pelicans de La Nouvelle-Orléans (2016-2020)
Le 21 juillet 2016, il s'engage avec les Pelicans de La Nouvelle-Orléans.
Lors de la saison 2017-2018, il participe aux 82 matches de la saison régulière en étant 80 fois sur le 5 majeur.

#### Suns de Phoenix (2020-2021)
À l'intersaison 2020, il signe avec les Suns de Phoenix pour 2,4 millions de dollars sur un an.

#### Retour au Magic d'Orlando (2021-2022)
En septembre 2021, il s'engage en faveur du Magic d'Orlando via un contrat de 2,6 millions de dollars,. Il est coupé le 10 février 2022 sans avoir joué sous le maillot du Magic en raison d'une blessure.

## Clubs successifs
- 2011 :  Benetton Trévise
- 2011-2012 :  Celtics de Boston
- 2012-2014 :  Magic d'Orlando
- 2014-2016 :  Bulls de Chicago
- 2016-2020 :  Pelicans de La Nouvelle-Orléans
- 2020-2021 :  Suns de Phoenix
- 2021-2022 :  Magic d'Orlando

## Palmarès
- Champion de la Division Atlantique en 2012 avec les Celtics de Boston.

## Statistiques
Légende :
gras = ses meilleures performances

### Universitaires
Les statistiques d'E'Twaun Moore en matchs universitaires sont les suivantes :
| Saison    | Équipe   | Matchs | Titul. | Min./m | % Tir | % 3pts | % LF | Rbds/m. | Pass/m. | Int/m. | Ctr/m. | Pts/m. |
| --------- | -------- | ------ | ------ | ------ | ----- | ------ | ---- | ------- | ------- | ------ | ------ | ------ |
| 2007-2008 | Purdue   | 34     | 30     | 30,6   | 44,3  | 43,4   | 71,6 | 3,85    | 2,59    | 0,94   | 0,44   | 12,85  |
| 2008-2009 | Purdue   | 37     | 34     | 31,2   | 43,3  | 34,6   | 75,8 | 4,46    | 2,70    | 1,11   | 0,43   | 13,38  |
| 2009-2010 | Purdue   | 35     | 35     | 31,5   | 44,5  | 34,9   | 73,0 | 3,83    | 2,66    | 1,49   | 0,29   | 16,43  |
| 2010-2011 | Purdue   | 34     | 34     | 33,9   | 44,7  | 40,0   | 70,9 | 5,15    | 3,18    | 1,21   | 0,53   | 18,00  |
| Carrière  | Carrière | 140    | 133    | 31,8   | 44,3  | 38,3   | 72,7 | 4,32    | 2,78    | 1,19   | 0,42   | 15,14  |

### Professionnelles

#### Saison régulière
| Saison     | Équipe              | Matchs | Titul. | Min./m | % Tir | % 3pts | % LF  | Rbds/m. | Pass/m. | Int/m. | Ctr/m. | Pts/m. |
| ---------- | ------------------- | ------ | ------ | ------ | ----- | ------ | ----- | ------- | ------- | ------ | ------ | ------ |
| 2011-2012* | Boston              | 38     | 0      | 8,7    | 38,1  | 37,8   | 100,0 | 0,87    | 0,89    | 0,29   | 0,08   | 2,89   |
| 2012-2013  | Orlando             | 75     | 21     | 22,4   | 39,6  | 34,0   | 79,7  | 2,23    | 2,75    | 0,68   | 0,31   | 7,84   |
| 2013-2014  | Orlando             | 79     | 3      | 19,1   | 42,8  | 35,4   | 76,5  | 1,72    | 1,42    | 0,76   | 0,16   | 6,32   |
| 2014-2015  | Chicago             | 56     | 0      | 9,0    | 44,6  | 34,2   | 60,0  | 0,82    | 0,59    | 0,36   | 0,11   | 2,66   |
| 2015-2016  | Chicago             | 59     | 22     | 21,4   | 48,1  | 45,2   | 62,9  | 2,25    | 1,68    | 0,63   | 0,31   | 7,51   |
| 2016-2017  | La Nouvelle-Orléans | 73     | 22     | 24,9   | 45,7  | 37,0   | 77,0  | 2,08    | 2,25    | 0,68   | 0,44   | 9,59   |
| 2017-2018  | La Nouvelle-Orléans | 82     | 80     | 31,5   | 50,8  | 42,5   | 70,6  | 2,90    | 2,28    | 0,96   | 0,15   | 12,46  |
| 2018-2019  | La Nouvelle-Orléans | 53     | 36     | 27,6   | 48,1  | 43,2   | 76,3  | 2,40    | 1,92    | 0,75   | 0,15   | 11,94  |
| 2019-2020  | La Nouvelle-Orléans | 56     | 6      | 18,2   | 42,6  | 37,7   | 68,9  | 2,34    | 1,39    | 0,57   | 0,20   | 8,32   |
| 2020-2021  | Phoenix             | 27     | 1      | 14,4   | 45,5  | 31,4   | 85,7  | 1,70    | 1,50    | 0,60   | 0,20   | 4,90   |
| Carrière   | Carrière            | 598    | 191    | 21,0   | 45,5  | 38,8   | 74,2  | 2,00    | 1,80    | 0,70   | 0,20   | 7,90   |

Note: * Cette saison a été réduite de 82 à 66 matchs en raison du Lock out.

Dernière modification le 18 octobre 2021

#### Playoffs
| Saison   | Équipe              | Matchs | Titul. | Min./m | % Tir | % 3pts | % LF | Rbds/m. | Pass/m. | Int/m. | Ctr/m. | Pts/m. |
| -------- | ------------------- | ------ | ------ | ------ | ----- | ------ | ---- | ------- | ------- | ------ | ------ | ------ |
| 2012     | Boston              | 9      | 0      | 2,3    | 25,0  | 0,0    | 50,0 | 0,33    | 0,33    | 0,00   | 0,11   | 0,56   |
| 2015     | Chicago             | 3      | 0      | 2,8    | 33,3  | 100,0  | 0,0  | 1,00    | 0,00    | 0,67   | 0,00   | 1,67   |
| 2018     | La Nouvelle-Orléans | 9      | 9      | 31,6   | 46,6  | 36,0   | 68,8 | 2,56    | 1,67    | 0,67   | 0,11   | 11,33  |
| 2021     | Phoenix             | 7      | 0      | 6,6    | 44,4  | 20,0   | 0,0  | 1,40    | 1,30    | 0,10   | 0,00   | 2,40   |
| Carrière | Carrière            | 28     | 9      | 12,9   | 44,2  | 33,3   | 66,7 | 1,40    | 1,00    | 0,30   | 0,10   | 4,60   |

Dernière mise à jour le 18 octobre 2021

## Records sur une rencontre en NBA
Les records personnels d'E'Twaun Moore en NBA sont les suivants, :
| Type de statistique        | Saison régulière | Saison régulière               | Saison régulière | Playoffs | Playoffs                    | Playoffs      |
| Type de statistique        | Record           | Adversaire                     | Date             | Record   | Adversaire                  | Date          |
| -------------------------- | ---------------- | ------------------------------ | ---------------- | -------- | --------------------------- | ------------- |
| Points                     | 36               | @ Rockets de Houston           | 11 décembre 2017 | 20       | Warriors de Golden State    | 6 mai 2018    |
| Paniers marqués            | 15               | @ Rockets de Houston           | 11 décembre 2017 | 8        | Warriors de Golden State    | 6 mai 2018    |
| Paniers tentés             | 25               | @ 76ers de Philadelphie        | 21 novembre 2018 | 14       | Warriors de Golden State    | 6 mai 2018    |
| Paniers à 3 points réussis | 7                | Grizzlies de Memphis           | 4 avril 2018     | 4        | @ Warriors de Golden State  | 1er mai 2018  |
| Paniers à 3 points tentés  | 10               | Grizzlies de Memphis           | 4 avril 2018     | 8        | @ Warriors de Golden State  | 1er mai 2018  |
| Lancers francs réussis     | 6                | 2 fois                         | 2 fois           | 3        | 3 fois                      | 3 fois        |
| Lancers francs tentés      | 6                | 5 fois                         | 5 fois           | 4        | 2 fois                      | 2 fois        |
| Rebonds offensifs          | 4                | @ Bucks de Milwaukee           | 2 février 2013   | 3        | @ Trail Blazers de Portland | 17 avril 2018 |
| Rebonds défensifs          | 9                | Heat de Miami                  | 25 mars 2013     | 5        | Los Angeles Clippers        | 22 juin 2021  |
| Rebonds totaux             | 9                | 2 fois                         | 2 fois           | 6        | @ Trail Blazers de Portland | 17 avril 2018 |
| Passes décisives           | 11               | Rockets de Houston             | 1er mars 2013    | 4        | @ Warriors de Golden State  | 8 mai 2018    |
| Interceptions              | 6                | @ Wizards de Washington        | 24 novembre 2018 | 3        | Trail Blazers de Portland   | 21 avril 2018 |
| Contres                    | 3                | Hornets de La Nouvelle-Orléans | 26 décembre 2012 | 1        | 2 fois                      | 2 fois        |
| Balles perdues             | 7                | @ Hawks d'Atlanta              | 19 novembre 2012 | 4        | @ Warriors de Golden State  | 8 mai 2018    |
| Minutes jouées             | 45               | @ Knicks de New York           | 14 janvier 2018  | 40       | @ Warriors de Golden State  | 8 mai 2018    |

- Double-double : 1
- Triple-double : 0

Dernière mise à jour : 23 juin 2021